# Xylocopa tranquebarica
Xylocopa tranquebarica är en biart som först beskrevs av Fabricius 1804.  Xylocopa tranquebarica ingår i släktet snickarbin, och familjen långtungebin. Inga underarter finns listade i Catalogue of Life.